# Ixtlán del Río
Ixtlán del Río là một đô thị thuộc bang Nayarit, México. Năm 2005, dân số của đô thị này là 25713 người.

## Khí hậu
| Dữ liệu khí hậu của Ixtlán del Río      | Dữ liệu khí hậu của Ixtlán del Río | Dữ liệu khí hậu của Ixtlán del Río | Dữ liệu khí hậu của Ixtlán del Río | Dữ liệu khí hậu của Ixtlán del Río | Dữ liệu khí hậu của Ixtlán del Río | Dữ liệu khí hậu của Ixtlán del Río | Dữ liệu khí hậu của Ixtlán del Río | Dữ liệu khí hậu của Ixtlán del Río | Dữ liệu khí hậu của Ixtlán del Río | Dữ liệu khí hậu của Ixtlán del Río | Dữ liệu khí hậu của Ixtlán del Río | Dữ liệu khí hậu của Ixtlán del Río | Dữ liệu khí hậu của Ixtlán del Río |
| Tháng                                   | 1                                  | 2                                  | 3                                  | 4                                  | 5                                  | 6                                  | 7                                  | 8                                  | 9                                  | 10                                 | 11                                 | 12                                 | Năm                                |
| --------------------------------------- | ---------------------------------- | ---------------------------------- | ---------------------------------- | ---------------------------------- | ---------------------------------- | ---------------------------------- | ---------------------------------- | ---------------------------------- | ---------------------------------- | ---------------------------------- | ---------------------------------- | ---------------------------------- | ---------------------------------- |
| Trung bình ngày tối đa °C (°F)          | 29.2 (84.6)                        | 30 (86)                            | 32.1 (89.8)                        | 34.4 (93.9)                        | 35.4 (95.7)                        | 34.5 (94.1)                        | 32.6 (90.7)                        | 32.4 (90.3)                        | 32.0 (89.6)                        | 32.0 (89.6)                        | 31.2 (88.2)                        | 29.3 (84.7)                        | 32.1 (89.8)                        |
| Tối thiểu trung bình ngày °C (°F)       | 6.5 (43.7)                         | 6.6 (43.9)                         | 7.7 (45.9)                         | 9.7 (49.5)                         | 12.6 (54.7)                        | 15.7 (60.3)                        | 16.6 (61.9)                        | 16.7 (62.1)                        | 16.2 (61.2)                        | 14.7 (58.5)                        | 10.6 (51.1)                        | 8 (46)                             | 11.8 (53.2)                        |
| Lượng Giáng thủy trung bình mm (inches) | 18 (0.7)                           | 10 (0.4)                           | 5.1 (0.2)                          | 5.1 (0.2)                          | 13 (0.5)                           | 160 (6.3)                          | 240 (9.5)                          | 220 (8.7)                          | 150 (5.8)                          | 51 (2)                             | 10 (0.4)                           | 13 (0.5)                           | 890 (35.1)                         |
| Nguồn: Weatherbase                      |                                    |                                    |                                    |                                    |                                    |                                    |                                    |                                    |                                    |                                    |                                    |                                    |                                    |